# 1939 год в театре
1939 год в театре

## Яркие постановки
- 9 июня состоялась премьера спектакля Г. М. Козинцева «Опасный поворот» (по Дж. Пристли) — Ленинградский театр комедии

## Знаменательные события
- 26 октября — в Ворошиловграде открылся Луганский областной русский драматический театр
- 1 октября — в Ленинграде открылся Театроведческий факультет

## Персоналии

### Родились
- 14 января — Наталья Александровна Защипина, советская и российская актриса театра и кино, заслуженная артистка РСФСР (1972).
- 22 января — Лариса Ивановна Малеванная, советская и российская актриса театра и кино, театральный режиссёр, народная артистка РСФСР.
- 26 января — Анна Кисс, венгерский драматург.
- 28 января — Валерий Николаевич Косенков, советский и российский актёр театра и кино.
- 31 января — Александр Шалвович Пороховщиков, советский и российский актёр, режиссёр игрового кино, продюсер.
- 1 февраля — Екатерина Сергеевна Максимова, советская балерина, актриса театра и кино.
- 3 марта — Ариана Мнушкина, французский режиссёр театра и кино, драматург и сценарист.
- 5 марта — Людмила Николаевна Гришина, советская и российская актриса театра и кино, народная артистка России.
- 1 апреля — Геннадий Леонидович Бортников, актёр театра и кино, народный артист России (1993).
- 15 апреля — Ольга Владимировна Волкова, советская и российская актриса театра и кино, народная артистка России (1993).
- 16 апреля — Иван Бортник, советский и российский актёр театра и кино, народный артист России.
- 23 апреля — Лев Георгиевич Прыгунов, советский и российский актёр театра и кино, заслуженный артист РСФСР.
- 26 апреля — Владислав Дворжецкий, советский актёр театра и кино.
- 7 мая — Леонид Николаевич Дьячков, советский и российский актёр театра и кино, народный артист РСФСР (1980).
- 10 мая — Теймураз Давидович Мурванидзе, театральный художник, сценограф
- 5 июня — Александр Александрович Лавренюк, советский артист балета, солист Большого театра, заслуженный артист РСФСР (1976), дирижёр.
- 25 июля — Инна Ильинична Алабина, советская и российская актриса театра и кино, заслуженная артистка РСФСР.
- 26 июля — Борис Фёдорович Заволокин, советский и российский актёр театра и кино, народный артист России.
- 13 августа — Всеволод Николаевич Соболев, советский и российский актёр театра и кино, народный артист России (2005).
- 28 августа — Владимир Сергеевич Ивашов, актёр театра и кино, народный артист РСФСР.
- 15 сентября — Станислав Николаевич Ландграф, российский актёр театра и кино, народный артист Российской Федерации, лауреат Государственной премии СССР.
- 7 октября — Борис Васильевич Щукин, актёр театра и кино, народный артист СССР.
- 13 октября — Леонид Неведомский, советский и российский актёр театра и кино, народный артист России.

### Скончались
- 17 января — Иван Мозжухин, русский актёр театра и кино.
- 21 марта — Эвальд Аав, эстонский композитор и хоровой дирижёр, один из основоположников эстонской национальной оперы.
- 8 сентября — Шандор Хевеши — венгерский режиссёр, драматург.
- Мария Пери́ни — солистка грузинского балета, балетный педагог.
- Берта Калиш — украинско-еврейско-американская актриса.